# Altefähr
Altefähr est une commune sur l'île de Rügen, dans l'arrondissement de Poméranie-Occidentale-Rügen, Land de Mecklembourg-Poméranie-Occidentale.

## Géographie
La commune se situe sur la rive opposée à Stralsund du Strelasund, qui sépare Rügen de la Poméranie occidentale.
La Bundesstraße 96 et la ligne Stralsund–Sassnitz (de) traversent son territoire.
La commune regroupe les quartiers d'Altefähr, Barnkevitz, Grahlerfähre, Grahlhof, Groß Bandelvitz, Gustrowerhöfen, Jarkvitz, Klein Bandelvitz, Kransdorf, Poppelvitz, Scharpitz et Schlavitz.

## Histoire
Le port d'Altefähr date sans doute de 1200. Sa première mention écrite date de 1240. Depuis le XIIIe siècle, un service de traversée par bateau est très fréquenté et atteint son taux d'occupation le plus élevé au XIXe siècle, principalement pour le transport des produits agricoles. L'arrivée du chemin de fer encore multiplie les traversées. En 1909, le ferry-train entre Stralsund et Altefähr fait partie d'une ligne rapide entre Berlin et Stockholm. Après l'achèvement de la digue de Rügen (de) en 1936, le trajet par bateau est abandonné. En 2007, un nouveau pont est élevé.
De 1896 à 1967, il existe aussi une ligne ferroviaire à voie étroite entre Altefähr et Putbus qui faisait partie de la Rügensche Kleinbahn.
En 1235, le village passe de la principauté de Rügen (de) au duché de Poméranie.
L'église Saint-Nicolas (de) est bâtie au XVe siècle.
Après les traités de Westphalie en 1648, Rügen fait partie de la Poméranie suédoise. Après la guerre de Trente Ans, on installe un fort à l'entrée du Strelasund pour protéger Stralsund. Elle revient à la Prusse en 1815.
Après la réunification de l'Allemagne, Altefähr redevient un lieu de promenade apprécié pour sa plage et de tourisme avec des habitations aménagées.

## Personnalité
- Friedrich Konrad Gadebusch (1719-1788), historien, juriste et écrivain, y est né.